# Zigota
Zigota, spojek ali oplojeno jajčece je celica, ki nastane z oploditvijo oz. združitvijo spolnih celic (gamet) pri spolnem razmnoževanju. Predstavlja začetek, prvo stopnjo razvoja novega organizma. Pri živalih vključno s človekom je razvojno obdobje zigote kratko; po združitvi genskega materiala haploidnih starševskih celic, jajčeca in semenčice, v diploidno zigoto se prične le-ta intenzivno deliti. Prve celične delitve so hitre, saj jih ne prekinjajo obdobja celične rasti (interfaze), temveč se razmeroma velika zigota razcepi na polovico, hčerinske celice spet na polovice itd. Takšni nediferencirani, homogeni masi celic, ki nastane iz zigote, pravimo morula, celicam, ki jo sestavljajo, pa blastomere.
Zigota vsebuje genski zapis za celoten nov organizem, vendar v njej še ne poteka gensko prepisovanje. Razvoj se začne pod vplivom rastnih faktorjev, ki jih je vsebovalo že jajčece. Nov organizem prične sintetizirati lastne beljakovine šele po več ciklih celične delitve, v fazi morule.